# Anacrusis (polilla)
Anacrusis es un género de polillas tortrícidas categorizado en la tribu Atteriini, de la subfamilia Tortricinae. Fue descrito por Philipp Christoph Zeller en 1877.

## Especies
- Anacrusis aerobatica (Meyrick, 1917)
- Anacrusis atrosparsana Zeller, 1877
- Anacrusis aulaeodes (Meyrick, 1926)
- Anacrusis brunnorbis Razowski y Wojtusiak, 2008
- Anacrusis epidicta Razowski y Becker, 2011
- Anacrusis erioheir Razowski y Wojtusiak, 2006
- Anacrusis gutta Razowski y Wojtusiak, 2009
- Anacrusis guttula Razowski y Wojtusiak, 2010
- Anacrusis marriana (Stoll, in Cramer, 1782)
- Anacrusis napoensis Razowski y Pelz, 2007
- Anacrusis nephrodes (Walsingham, 1914)
- Anacrusis rhizosema (Meyrick, 1931)
- Anacrusis rubida Razowski, 2004
- Anacrusis ruptimacula (Dognin, 1904)
- Anacrusis russomitrana Razowski y Becker, in Razowski, 2004
- Anacrusis securiferana (Walker, 1866)
- Anacrusis stapiana (Felder y Rogenhofer, 1875)
- Anacrusis subruptimacula Razowski y Becker, 2011
- Anacrusis thunberghiana (Stoll, 1782)
- Anacrusis turrialbae Razowski y Becker, 2011
- Anacrusis yanayacana Razowski y Wojtusiak, 2010